# USS Bogue (CVE-9)
USS Bogue (CVE-9), (nguyên mang ký hiệu AVG-9, sau đó lần lượt đổi thành ACV-9, CVE-9, và CVHP-9), là một tàu sân bay hộ tống, là chiếc dẫn đầu của lớp Bogue của Hải quân Hoa Kỳ trong Chiến tranh Thế giới thứ hai. Nó nổi bật trong vai trò chống tàu ngầm đối phương, và sau khi chiến tranh kết thúc, đang khi trong lực lượng dự bị, nó được xếp lại lớp thành một tàu sân bay trực thăng hộ tống trước khi bị tháo dỡ tại Nhật Bản năm 1960.

## Thiết kế và chế tạo
Bogue được đặt lườn vào ngày 1 tháng 10 năm 1941 như là chiếc Steel Advocate (ký hiệu lườn tàu 170) theo hợp đồng của Ủy ban Hàng hải Hoa Kỳ với hãng Seattle-Tacoma Shipbuilding tại Tacoma, Washington.  Bogue được hạ thủy vào ngày 15 tháng 1 năm 1942; được đỡ đầu bởi Bà W. Miller, Jr., phu nhân Thiếu tá Hải quân Miller; được Hải quân Hoa Kỳ trưng dụng vào ngày 1 tháng 5 năm 1942; và được đưa ra hoạt động vào ngày 26 tháng 9 năm 1942 dưới quyền chỉ huy của Thuyền trưởng, Đại tá Hải quân G. E. Short.
Con tàu được đặt tên theo một eo biển tại North Carolina.

## Lịch sử hoạt động
Sau giai đoạn chạy thử máy và hiệu chỉnh, Bogue gia nhập Hạm đội Đại Tây Dương vào tháng 2 năm 1943 như là hạt nhân của các đội tìm và diệt tàu ngầm tiền phong của Hoa Kỳ. Trong tháng 3 và tháng 4 năm 1943, nó đã thực hiện ba chuyến đi vượt Đại Tây Dương nhưng không đánh chìm được tàu ngầm đối phương nào. Nó khởi hành chuyến đi thứ tư vào ngày 22 tháng 4, và đánh chìm chiếc tàu ngầm đầu tiên vào ngày 22 tháng 5 khi máy bay của nó đánh chìm U-569 ở tọa độ 50°40′B 35°21′T / 50,667°B 35,35°T.
Trong chuyến đi thứ năm ở Bắc Đại Tây Dương, máy bay của nó đã đánh chìm hai tàu ngầm Đức: chiếc U-217 ở tọa độ 30°18′B 42°50′T / 30,3°B 42,833°T vào ngày 5 tháng 6 và chiếc U-118 ở tọa độ 30°49′B 33°49′T / 30,817°B 33,817°T vào ngày 12 tháng 6.
Bogue được xếp lại lớp với ký hiệu lườn CVE-9 vào ngày 15 tháng 7 năm 1943. Vào ngày 23 tháng 7, trong chuyến đi thứ bảy, máy bay của nó đã đánh chìm U-527 ở tọa độ 35°25′B 27°56′T / 35,417°B 27,933°T. Tàu khu trục George E. Badger, trong thành phần hộ tống cho nó, cũng đã đánh chìm tàu ngầm U-613 trong chuyến đi này.
Chuyến đi thứ tám của Bogue là chuyến thành công nhất với thành tích ba tàu ngầm Đức bị đánh chìm. U-86 bị máy bay của nó đánh chìm vào ngày 29 tháng 11 năm 1943 ở tọa độ 39°33′B 19°01′T / 39,55°B 19,017°T. Vào ngày 30 tháng 11, những chiếc TBF Avenger của Bogue đã gây hư hại chiếc U-238 về phía Đông quần đảo Açores. Đến ngày 13 tháng 12 U-172 bị máy bay của nó phối hợp cùng các tàu khu trục George E. Badger, Du Pont, Clemson và Osmond Ingram đánh chìm ở tọa độ 26°19′B 29°58′T / 26,317°B 29,967°T. Và vào ngày 20 tháng 12, U-850 bị máy bay đánh chìm ở tọa độ 32°54′B 37°01′T / 32,9°B 37,017°T.
Bogue tạm thời tách khỏi hoạt động chống tàu ngầm trong tháng 1 và tháng 2 năm 1944, khi nó đảm nhiệm vận chuyển máy bay Không lực Mỹ đến Glasgow thuộc Scotland. Khi chiếc tàu sân bay hộ tống quay trở lại vai trò quaen thuộc, vào ngày 13 tháng 3 máy bay của nó phối hợp cùng máy bay Anh, các chiếc Haverfield, Hobson và Prince Rupert đánh chìm U-575 ở tọa độ 46°18′B 27°34′T / 46,3°B 27,567°T.
Vào ngày 5 tháng 5 năm 1944, Bogue và các tàu hộ tống cho nó khởi hành từ Hampton Roads, Virginia cho một chuyến đi kéo dài đến ngày 2 tháng 7, và đã săn được thêm hai tàu ngầm đối phương. Trong thành phần hộ tống cho nó, tàu tuần dương hộ tống Francis M. Robinson đã đánh chìm tàu ngầm Nhật RO-501 (nguyên là chiếc U-1224 của Đức) vào ngày 13 tháng 5; và máy bay của Bogue đánh chìm tàu ngầm Nhật I-52 ở tọa độ 15°16′B 39°55′T / 15,267°B 39,917°T vào ngày 24 tháng 6. Trong chuyến đi tiếp theo từ ngày 24 tháng 7 đến ngày 24 tháng 9 năm 1944, máy bay của Bogue đánh chìm thêm một tàu ngầm Đức khác, U-1229, vào ngày 20 tháng 8 ở tọa độ 42°20′B 51°39′T / 42,333°B 51,65°T.
Sau khi quay trở về vào tháng 9 năm 1944, Bogue hoạt động huấn luyện ngoài khơi Bermuda và Quonset Point, Rhode Island cho đến tháng 2 năm 195, khi nó thực hiện chuyến đi vận chuyển máy bay Không lực Mỹ đến Liverpool, Anh Quốc. Vào tháng 4 năm 1945, nó lại ra khơi như một tàu chống tàu ngầm, hình thành nên Lực lượng Ngăn chặn thứ hai của Đại tá Hải quân George J. Dufek trong Chiến dịch Teardrop. Chiến thắng đến vào ngày 24 tháng 4 khi các tàu khu trục hộ tống Flaherty, Neunzer, Chatelain, Varian, Hubbard, Janssen, Pillsbury và Keith đã đánh chìm tàu ngầm U-546. Đây là chiếc cuối cùng trong số 13 tàu ngầm bị đánh chìm bởi Bogue hay các tàu hộ tống cho nó.
Cùng với việc chiến sự tại Đại Tây Dương kết thúc, Bogue được chuyển sang Thái Bình Dương, đi đến San Diego vào ngày 3 tháng 7 năm 1945. Nó lại di chuyển về phía Tây hướng đến Guam, đến nơi vào ngày 24 tháng 7. Nó thực hiện chuyến đi đến Adak, Alaska từ ngày 19 tháng 8 đến ngày 6 tháng 9 năm 1945, rồi tham gia các hoạt động "Magic Carpet" hồi hương các cựu quân nhân phục vụ tại Thái Bình Dương trở về nhà.
Bogue được cho ngừng hoạt động vào ngày 30 tháng 11 năm 1946 và được đưa về lực lượng dự bị tại Tacoma, Washington. Bogue được xếp lại lớp thành một tàu sân bay trực thăng hộ tống với ký hiệu lườn CVHP-9 vào ngày 12 tháng 6 năm 1955. Nó được rút khỏi danh sách Đăng bạ Hải quân vào ngày 1 tháng 3 năm 1959 và bị tháo dỡ tại Nhật Bản vào năm 1960.

## Phần thưởng
Bogue được tặng thưởng danh hiệu Đơn vị Tuyên dương Tổng thống và ba Ngôi sao Chiến đấu do thành tích phục vụ trong Thế Chiến II.